# Alcazaba
Alcazaba (špansko: [alkaθaβa], galicijščina: [alkaθaβa]), Alcáçova (Portugalska: [ɐɫkasuvɐ]) ali alcassaba (katalonščina: [əɫkəsaβə]) je mavrska utrdba v Španiji in na Portugalskem. Beseda izhaja iz arabske besede القصبة (al-qasbah), obzidana utrdba v mestu.
Po mnenju arhitekta restavratorja, Leopoldo Torres Balbása, je Alcazaba v Málagi prototip vojaške arhitekture v obdobju Taifa, z dvojnimi stenami in številnimi utrdbami. Njena edina vzporednica je grad Krak des Chevaliers v Siriji. 
Alcazabe so prisotne tudi v  Almeríi, Antequeri, Badajozu, Guadixu, Méridi, Molini de Aragón, Alcalá la Real in Granadi, kjer je najstarejši del palače Alhambre.
Besedo alcazaba ne bi smeli zamenjevati z alcázar (špansko) in alcácer (portugalsko), ki imajo svojo etimologijo v arabskem al-qasr, kar izhaja iz latinskega "castrum" in pomeni trdnjavo oziroma grad.